# Lyngby Kirke (Aarhus Kommune)
 For alternative betydninger, se Lyngby Kirke. (Se også artikler, som begynder med Lyngby Kirke)
De ældste dele af Lyngby Kirke, kor og skib, er opført i romansk stil af granitkvadre i første halvdel af 1100-tallet.
Kirken har siden middelalderen været annekskirke til Borum Kirke. Lyngby Kirke hørte før reformationen, ligesom resten af landsbyen, under nonneklosteret Ring Kloster ved Skanderborg.
Efter reformationen blev den overtaget af kongen. Den blev handlet et par gange og kom så i 1697 under Lyngbygård.
Granitportalen ved syddøren er udsmykket med romanske billedkvadre, som ud fra ornamentikken kan bestemmes til at stamme fra først i 1100-tallet. Udsmykningen minder så meget om dén i Hasle Kirke, at det kan være samme stenmester, der har lavet dem, og de er formentlig nogle af de ældste stenkirker i Danmark.

## Eksterne kilder og henvisninger
- Wikimedia Commons har flere filer relateret til Lyngby Kirke (Aarhus Kommune)
- Lyngby Kirke hos KortTilKirken.dk
- Lyngby Kirke hos danmarkskirker.natmus.dk (Danmarks Kirker, Nationalmuseet)